# Санта-Барбара (Гондурас)
Санта-Барбара — адміністративний центр однойменного департаменту Гондурасу.
| Гондурас | Це незавершена стаття з географії Гондурасу. Ви можете допомогти проєкту, виправивши або дописавши її. |